# Вейн Чернецький
Вейн Чернецький (англ. Wayne Chernecki, 12 серпня 1949, Вінніпег — 11 лютого 2013, Вінніпег) — канадський хокеїст, що грав на позиції центрального нападника.

## Ігрова кар'єра
Професійну хокейну кар'єру розпочав 1971 року.
1969 року був обраний на драфті НХЛ під 45-м загальним номером командою «Детройт Ред-Вінгс». 
Протягом професійної клубної ігрової кар'єри, що тривала 5 років, захищав кольори команд «Спрингфілд Кінгс» та «Провіденс Редс».

## Інше
Тренував одну з команд Манітобської юніорської ліги. 
Згодом став успішним бізнесменом, ставши виконавчим директором компанії True North Sports & Entertainment.